# Trachelas hassleri
Trachelas hassleri är en spindelart som beskrevs av Willis J. Gertsch 1942. Trachelas hassleri ingår i släktet Trachelas och familjen flinkspindlar.
Artens utbredningsområde är Guyana. Inga underarter finns listade i Catalogue of Life.